# Pere de Son Gall

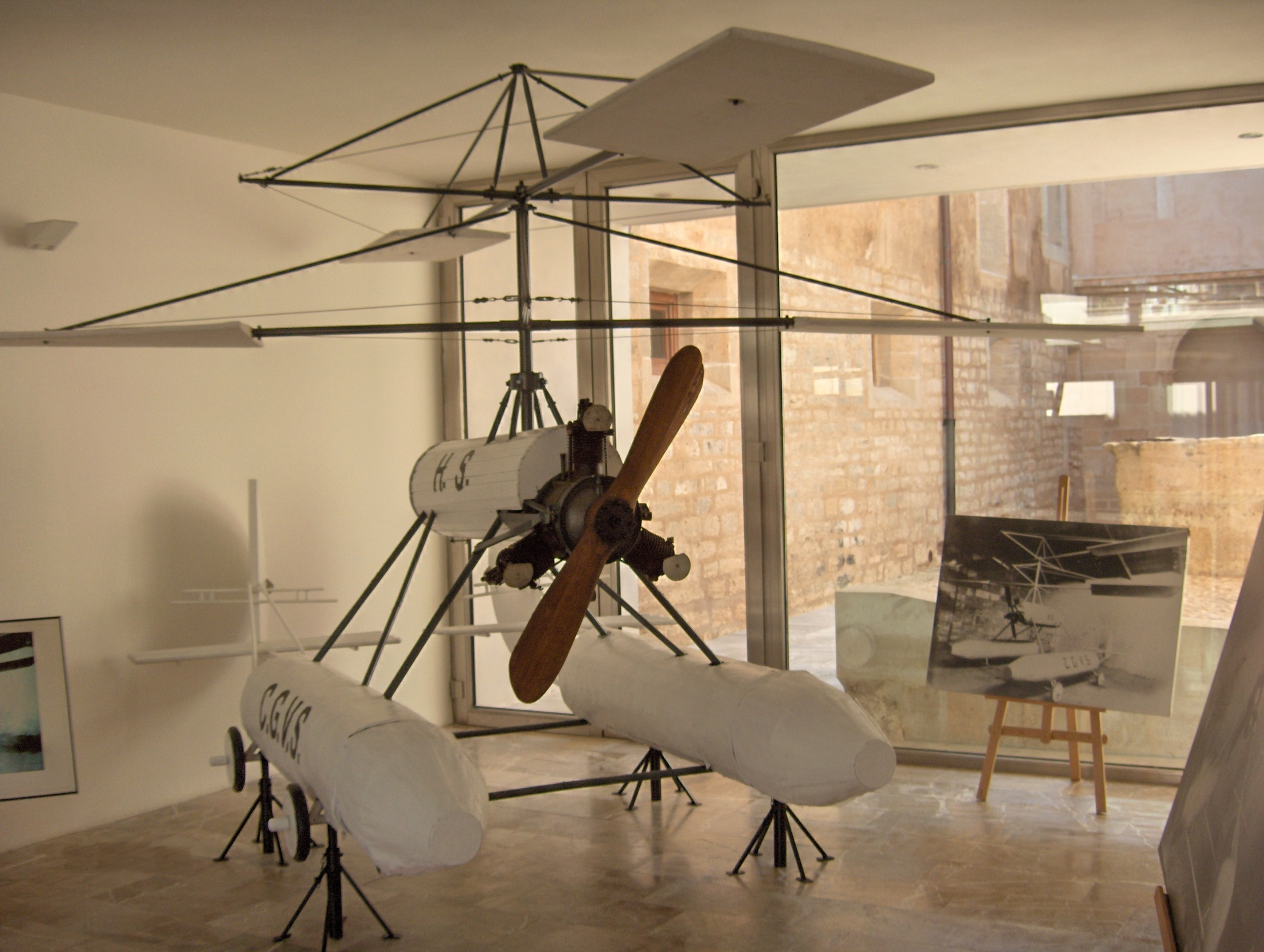
Maqueta o reproducción a escala 3:4 del cometagiroavión

Pere Sastre Obrador, más conocido como Pere de Son Gall (Lluchmayor, 1895 - ibídem, 1965), fue un inventor mallorquín de formación sobre todo autodidacta, con bastantes conocimientos de matemáticas, física y dibujo técnico. Diseñó un prototipo de vehículo similar a un helicóptero al que llamó cometagiroavión.  Envió el diseño de su aparato el 10 de mayo de 1921 al capitán general del Ejército, que entonces era el mallorquín Valeriano Weyler, que no vio interés en el proyecto. Curiosamente, el ministro de Fomento de entonces era Juan de la Cierva y Peñafiel, padre de Juan de la Cierva y Codorniu, quien cerca de un año antes, el 20 de junio de 1920, había patentado el autogiro.

## Reconocimientos
- El municipio de Lluchmayor, lugar de nacimiento de Pere de Son Gall, cuenta con una calle con su nombre.
- El instituto de Formación Profesional del mismo municipio llevó su nombre hasta que, en 1996, se fusionó con el IES Maria Antònia Salvà y pasó a llamarse IES Lluchmayor.[7]
- El propio Ayuntamiento de Lluchmayor le ha dedicado, desde 1979, varias exposiciones.